# Sobekneferu
Sobekneferu, včasih tudi Neberusobek,  je bila sestra faraona Amenemheta IV., ki je po njegovi smrti kot egipčanska faraonka vladala od leta 1806 do 1802 pr. n. št. Bila je zadnja vladarica iz dvanajste dinastije. Njeno ime pomeni Sobekova lepota. 

## Družina
Bila je hčerka faraona Amenemheta III. Maneto piše, da je bila tudi sestra Amenemheta IV., vendar njegova trditev ni dokazana. Imela je starejšo sestro Nefruptah, ki je bila morda kandidatka za njeno naslednico. Nefruptahino ime je bilo zapisano v kartuši in v Havari je imela svojo piramido. Umrla je zelo mlada.

## Vladanje
Sobekneferu je bila prva ženska, ki je dokazano vladala kot faraonka. Ped njo je že v prvi dinastiji verjetno vladalo pet žensk, za njimi pa morda Nitokris iz šeste dinastije.
Amenemhet IV. je zelo verjetno umrl brez moškega naslednika, zato je prestol zasedla Sobekneferu, hčerka Amenemheta III. Po Torinskem kanonu je vladala tri leta in 10 mesecev in 24 dni. Umrla je brez naslednika. Izjemna dvanajsta dinastija je z njo izumrla in zlata doba Srednjega kraljestva se je končala. Na oblast je prišla mnogo šibkejša trinajsta dinastija.

## Spomeniki in grobnica
Odkritih je samo nekaj njenih spomenikov, ohranilo pa se je mnogo njenih kipov (brez glave) in podstavek spomenika v Gezerandu, na katerem je opisana kot kraljeva hčerka. Znan je samo en njen kip z glavo. Sobekneferin bi lahko bil tudi doprsni kip iz Egipčanskega muzeja v Berlinu (inv. št. 14476), kamor je prišel leta 1899. Kip se je med drugo svetovno vojno izgubil, zato je njegov videz ohranjen samo na fotografijah in mavčnih odlitkih. 
Sobekneferu je gradila v pogrebnem kompleksu Amenemheta III. v Havari, katerega je Herodot imenoval Labirint, in v Herakleopolu.
Fin valjast pečatnik z njenim imenom in vladarskim naslovom je razstavljen v Britanskem muzeju. Grafit v nubijski trdnjavi Kuma pravi, da je poplava Nila v tretjem letu njene vladavine dosegla višino 1,83 m. Napis, katerega so odkrili v Vzhodni puščavi, je iz četrtega leta, drugega meseca pereta njene vladavine. Njena monumentarna dela jo dosledno povezujejo z Amenemhetom III. in ne z Amenemhetom IV., kar podpira teorijo, da je bila hčerka Amenemheta III. in morda samo polsestra Amenemheta IV. Danska egiptologinja Kim Ryholt ugotavlja, da sodobna odkritja iz obdobja njene vladavine kažejo, da Sobekneferu nikoli ni privzela  naslova kraljeva sestra, ampak samo kraljeva hčerka, kar tudi podpira omenjeno hipotezo. Razen tega so vsem egipčanskim vladarjem ne glede na spol podeljevali naslov faraon.
Njenega groba niso prepoznali, čeprav bi lahko bila pokopana  v piramidnem kompleksu v Mazghuni, v katerem so napisi pomanjkljivi. Kompleks je neposredno severno od podobnega kompleksa, ki se pripisuje Amenemhetu IV. Na papirusu, ki se nahaja v Haragehu, je omenjeno mesto Sekhem-Neferu, ki bi lahko bilo ime njene piramide.